# Callipteroma albiclava
Callipteroma albiclava är en stekelart som beskrevs av John S. Noyes 1978. Callipteroma albiclava ingår i släktet Callipteroma och familjen sköldlussteklar. Inga underarter finns listade.